# حنجوف
حُنْجُوف (الاسم العلمي: Ophisaurus)، جنس حيوانات زحافة عادمة الأرجل من فصيلة الحنجوفيات أنواعه عديدة موطنها البلاد الحارة.